# لاسي جاي دالتون
لاسي جاي دالتون (بالإنجليزية: Lacy J. Dalton)‏ هي كاتبة أغاني ومغنية وموسيقية أمريكية، ولدت في 13 أكتوبر 1946 في بلومسبورغ في الولايات المتحدة.

## وصلات خارجية
- الموقع الرسمي
- لاسي جاي دالتون على موقع IMDb (الإنجليزية)
- لاسي جاي دالتون على موقع ميوزك برينز (الإنجليزية)
- لاسي جاي دالتون على موقع إن إن دي بي (الإنجليزية)
- لاسي جاي دالتون على موقع أول ميوزيك (الإنجليزية)
- لاسي جاي دالتون على موقع ديسكوغز (الإنجليزية)
- لاسي جاي دالتون على موقع ديسكوغز (الإنجليزية)
- لاسي جاي دالتون على موقع قاعدة بيانات الفيلم (الإنجليزية)